# CD Cayón
CD Cayón is een Spaanse voetbalclub uit Cayón die uitkomt in de Segunda División RFEF. De club werd in 1915 opgericht.

## Bekende (ex-)spelers
- Luis Fernández
- José Ceballos

SD Atlético Albericia ·
CD Barquereño ·
SD Barreda Balompié ·
CD Bezana ·
UC Cartes ·
Castro FC ·
CD Cayón ·
UM Escobedo ·
Gimnástica de Torrelavega ·
CD Guarnizo · 
Rayo Cantabria ·
SD Revilla ·
CF Ribamontán al Mar ·
UD Sámano ·
Selaya FC ·
CD Siete Villas ·
Solares SD ·
SD Textil Escudo ·
SD Torina ·
CD Tropezón ·
SRD Vimenor CF